# Module d’Energie Sous-Marin Autonome
Module d’Energie Sous-Marin Autonome (MESMA) ist eine in Frankreich entwickelte außenluftunabhängige Antriebsanlage für nicht-nukleare U-Boote.
Das System besteht hauptsächlich aus einer Dampfturbine. Als Treibstoff dient Ethanol. Der zur Verbrennung notwendige Sauerstoff wird in Hochdrucktanks flüssig gelagert. Im Gegensatz zum Walter-Antrieb wirkt die Turbine nicht direkt auf die Antriebswelle, sondern treibt einen elektrischen Generator an. Die Antriebsleistung wird mit Hilfe eines Elektromotors auf den Propeller übertragen. Die mechanische Entkopplung dient der Geräuschreduktion und erlaubt größere konstruktive Freiheiten bei der Platzierung der Turbine im Druckkörper des U-Bootes. Mit diesem Antriebskonzept kann ein getauchtes Agosta-Klasse-U-Boot drei- bis viermal weiter fahren als mit konventionellen Bleiakkumulatoren.
Die Entwicklung des Projektes begann in den frühen 1980ern. Das System wird seit dem Ende der 1990er auf mindestens einem pakistanischen Agosta-Boot eingesetzt. Da die französische Marine nur noch Atom-U-Boote nutzt, kam die MESMA-Anlage nie in französischen Militär-U-Booten zum Einsatz. Von der gemeinsam mit Spanien für den Export entwickelten Scorpène-Klasse wird eine Variante mit MESMA-Antrieb angeboten.